# The Elder Scrolls Online: Necrom
The Elder Scrolls Online: Necrom — дополнение для компьютерной игры The Elder Scrolls Online. В качестве разработчика выступает ZeniMax Online Studios, а в качестве издателя — Bethesda Softworks. Necrom является седьмой «главой», выпущенной для Online. Дополнение было выпущено в 2023 году для персональных компьютеров под управлением Windows и macOS, а также игровых консолей PlayStation 4, PlayStation 5, Xbox One и Xbox Series X/S.

## Изменение в игровом процессе
Вместе с главой Necrom в игру будут добавлены две новые локации — полуостров Тельванни, расположенный в провинции Морровинд и измерение даэдрического принца знаний Хермеуса Моры, Апокриф. Ещё одним нововведением станет новый играбельный класс персонажей — мастер рун.

## Сюжет
Сюжет «главы» посвящен даэдрическому принцу знаний Хермеусу Море, который узнает, что его плану Обливиона — Апокрифу, плану смертных — Нирну, а также всей реальности угрожает неизвестная опасность. Именно отсутствие каких-либо сведений о предполагаемой угрозе, несмотря на то, что Принцу Знаний известны все события и тайны, заставляет его прибегнуть к помощи извне. Для этого он посылает свою союзницу, альтмерку Лерамил Мудрую, заключить соглашение с главным героем, который должен выяснить кто именно угрожает Князю Даэдра.
В ходе расследования протагонист помогает остановить распространение чумы в некрополе Некрома, где впервые сталкивается с Тайными Родичами — культом даэдрического принца болезней Периайтом под предводительством Чумного Короля, которым удается выкрасть часть артефакта, который позволяет восстанавливать давно утерянные воспоминания. Там же протагонист заручается поддержкой викария Гадайна и завладевает второй частью данного артефакта. Пройдя по другому следу главный герой сталкивается с мастером дома Тельванни Шелренни. Она нанимает протагониста для того, чтобы заполучить Чёрную Книгу из башни погибшего 20 лет назад магистра Тельванни Мелна Безголосого, который перед смертью успел активировать многочисленные ловушки. В ходе исследования башни герой сталкивается с духом владельца, который рассказывает, что был убит непосредственно мастером Шелренни за полученный отказ в повышении до магистра дома. Шелренни, которая шла по следу главного героя, теперь беспрепятственно смогла забрать Чёрную Кингу и заодно пленить Мелна в камень душ, который, однако, главный герой смог у неё отобрать. Третья зацепка приводит героя в шахтерский городок Алавелис, который оказывается захвачен Тайными Родичами и даэдра-прислужниками даэдрического принца кошмаров Вермины и где ему на помощь приходит Скрут, даэдра-прислужник Моры. В ходе исследования шахты протагонист выясняет, что некоторое время назад мастер Тельванни выкупила шахту, в которой Тайные Родичи начали строить арку и восстанавливать неизвестную статую. Выясняется, что помимо Тайных Родичей, прислужников Вермины и мастера Шелренни ещё одним участником вовлеченным в план оказывается даэдра Торвесард, который увидел во «сне» дверь Апокрифа, ведущую к некой тайне Хермеуса Моры и хочет раскрыть её. Однако кем именно является Торвесард и что подразумевается под его «сном» остается неизвестным.
Далее протагонисту удаётся узнать, что построенная арка была использована для внезапного вторжения слуг Периайта и Вермины в Апокриф, которые с помощью комбинации чумы культистов и чар Вермины смогли временно нейтрализовать Хермеуса Мору и его безграничную власть над своим планом. Их целью оказывается проникновение непосредственно в память Хермеуса Моры, который до сих пор владеет неким забытым знанием, запечатанным в три глифики и спрятаным в глубинах Апокрифа. Ключом к местонахождению глифик оказывается ранее похищенная Чёрная Книга, которую, однако, мастер Шелренни ещё не смогла расшифровать.
Главный герой вместе с союзниками прибывает на собрание магистров дома Телванни, на котором рассматривается вопрос изгнания мастера Шелренни из-за её раскрывшихся связей с князьями даэдра. Однако та неудачно пытается устранить магистров с целью захватить власть в доме, после чего сбегает через портал. Герой следует за ней, побеждает в бою призванное Шелренни Воплощение Вермины и прерывает проводимый ей ритуал с Чёрной Книгой. В наказание Чумной Король убивает Шелренни, а Вермина вселяется в её тело для использования в качестве оболочки, с помощью которой она сможет проникнуть в Апокриф. Далее герой вновь идёт по следу своих противников и проникает память Хермеуса Моры. Прорвавшись через врагов он находит первую глифику, из которой, с разрешения её владельца, узнает, что Хермеус Мора пригласил Вермину и Периайта обсудить кого-то, кто не осознает последствий действий, которые он может совершить и предостеречь, что отсутствие реакции в отношении этой угрозы обернется катастрофой. Однако Торвесарду тоже удаётся увидеть содержимое глифики, с помощью которого ему удаётся частично восстановить собственные воспоминания.
Главный герой возвращается к своим союзникам, чтобы обсудить дальнейшие действия. Спустя некоторое время в их убежище приходит Торвесард, который говорит, что не в его интересах наносить непоправимый вред Принцу Знаний и предлагает сделку, согласно которой он поможет герою остановить Чумного Короля, но при этом протагонист должен помочь ему восстановить воспоминание, отголоски которого и являются его «сном». Герой следует в указанную Торвесардом локацию, где в бою уничтожает Чумного Короля, оболочку Вермины, а затем при помощи Чёрной Книги и Хермеуса Моры изгоняет из Апокрифа и её саму. План принцев даэдра оказывается сорван и главный герой следует в хранилище второй глифики, которую сразу же крадёт Торвесард, для того чтобы завершить сделку. Через некоторое время протагонист выходит на след Торвесарда, который смог восстановить большую часть своих воспоминаний с помощью глифики. Даэдра говорит, что он является слугой ранее неизвестного принца даэдра. Он оставляет герою глифику, из которой становится известно, что Хермеус Мора, несмотря на возражения со стороны Вермины и Периайта, стёр воспоминания об этом принце даэдра у всех существ, включая самих высших даэдра. Позже уже от самого Принца Знаний герой узнаёт, что забытым принцем даэдра является Ителия, Принц Путей, Меняющая Судьбы, чьей способностью является возможность изменять любое событие по своему усмотрению. Оставшаяся часть воспоминания, хранящаяся в третьей глифике, остаётся нераскрытой.
Сюжет дополнения будет продолжен главой, выпуск которой состоится в 2024 году.

## Разработка и выпуск
Дополнение было анонсировано 26 января 2023 года на совместной презентации Xbox и Bethesda. Выход дополнения состоялся 5 июня 2023 года для персональных компьютеров под управлением Windows и macOS и 20 июня — для PlayStation 4, PlayStation 5, Xbox One и Xbox Series X/S.